# 専科大学
専科大学（せんかだいがく）は、1950年代の日本で構想されていた高等教育機関制度。構想自体は実現しなかったが、後に形を変えて高等専門学校が創設されることになった。

## 歴史

### 専科大学構想の始まり
第二次世界大戦後の学制改革により1947年3月31日に学校教育法が成立し、旧制大学、旧制高等学校、旧制専門学校は1949年より新制大学へ、また一部の旧制専門学校は1950年より新制短期大学に移行した。しかしこの新学制は、成立直後から日本の実情に即しない面があるとの指摘が根強く存在し、こうした声を受けて1951年11月に第3次吉田内閣下の政令改正諮問委員会は、5年制か6年制の専修大学（後に専科大学と呼ばれる）を創設する必要性を答申した。1952年から1956年にかけては、日本経営者団体連盟がこの専修大学構想を発展させた、5年制の専門大学の創設を強く要請。1954年から1958年にかけては中央教育審議会も同様の答申を行う。これらの要望を受けた内閣は、専科大学構想を国会に上程するまでになる。専科大学構想の背景には、新学制において高等教育機関の類型が大学のみに限られたことへの批判、特に、戦前に旧制工業専門学校が果たしていた中級技術者養成の機能が、学制改革で喪失したという不満が産業界にあったことが挙げられる。

### 専科大学構想の挫折
構想において専科大学は、4年制大学とは別個の教育機関として、深く専門の学芸を教授し、必要があれば高等学校に準ずる教育を施し、職業または生活に必要な能力を育成することが目指されていた。修業年限は2年から3年で、高等学校に準ずる教育を施す場合には5年から6年とされた。また、当時は暫定的な位置付けであった短期大学を、専科大学が吸収するということも検討されていた。しかし専科大学構想は、4年制大学と異なる類型が定められることと、技術者養成が重視されていたことから、私立短期大学関係者の反発が強く、日本社会党や日本教職員組合からは学制改革で生まれた単線型学校体系を否定するものという批判が挙がった。専科大学法案は3度も国会に提出されたが、結局いずれも成立せず、実現しなかった。

### 高等専門学校への変化
以上のように専科大学構想は挫折したが、中級技術者を養成する教育機関の需要はその後も止むことはなく、専科大学に代わる教育機関の創設計画が進められた。専科大学構想では短期大学を専科大学へ転換し、必要であれば前期課程を設置して修業年限を5年ほどとするとしていたのが、新たに創設する教育機関は短期大学とは異なり修業年限を5年とし、入学資格を中学校卒業程度とした。この教育機関の名称としては専科大学、高等専門学校、上級専門学校、高等専攻学校、上級専攻学校などが候補に挙がった末に「高等専門学校」が選ばれ、高等専門学校の規定を盛り込んだ学校教育法改正法案（高等専門学校法案）が第2次池田内閣時の1961年に成立、高等専門学校制度が発足した。なお、高等専門学校法案は専科大学法案の焼き直しではあったが、「研究」という字句が省かれており、教育や教授をする教育機関としての機能が強調されている。